# عبد الله مشيمع
عبد الله مشيمع (7 يناير 1987) لاعب كرة قدم بحريني يلعب حاليا لصالح نادي الدرجة الأولى سترة البحريني في مركز حارس المرمى من 2015.

## العقد المالي
تبلغ قيمة شراء عقده السوقية 550 دينار بحريني (حوالي 1455 دولار أمريكي) ويرتبط بعقد احترافي مع نادي سترة يحصل بموجبه على 250 دينار بحريني (661 دولار أمريكي) شهريا.

## الإنجازات

### الأهلي
- كأس الاتحاد البحريني (1): 2007

### الحد
- كأس ملك البحرين (1): 2015